# Bowl Island (Antarktika)
Bowl Island (von englisch bowl ‚Schüssel, Kessel‘) ist eine Insel vor der Küste des ostantarktischen Enderbylands. Sie liegt unmittelbar südlich von Crohn Island am Kopfende der Amundsenbucht.
Teilnehmer einer Mannschaft der Australian National Antarctic Research Expeditions unter der Leitung des deutsch-australischen Geologen Peter Wolfgang Israel Crohn (1925–2015) sichteten und benannten die Insel im Jahr 1956. Namensgebend ist eine schüsselförmige Senke im Zentrum der Insel.